# Bach Kata
Bach Kata (Kiskunfélegyháza, 1990. december 21. –) magyar színésznő.

## Életpályája
Dunapatajon nőtt fel. 1997–2005 között a dunapataji Kodály Zoltán Ének- és Zenetagozatos Általános Iskola, majd 2005–2009 között a budapesti Vörösmarty Mihály Gimnázium drámatagozatos tanulója volt. 2010–2015 között a Színház- és Filmművészeti Egyetem hallgatója, Marton László és Hegedűs D. Géza osztályában. Előbb a Szputnyik Hajózási Társaság, majd annak megszűnése után, 2015-2025 között a Vígszínház tagja volt.

### Magánélete
Férje Wunderlich József színész. Kislányuk, Júlia 2018 augusztusában született. 2021-ben várták második gyermeküket, aki szeptemberben született meg, és a János nevet kapta.

## Színpadi szerepei
A Színházi adattárban regisztrált bemutatóinak száma: 23
- Anna Karenina (Roman Polak: Anna Karenina)
- I. Ápolónő, presszósnő (Kovács: Egymásra nézve)
- Szereplő (Nóti: Lepsénynél még megvolt)
- Szereplő (Gothár, Kopec: Diótörő)
- Szereplő (Shakespeare: Hamlet)
- Menyasszony (Lorca: Vérnász)
- Szereplő (Csehov. Három nővér gyakorlatok)
- Szonya (Dosztojevszkij: Bűn és bűnhődés)
- Iza (Gombrowicz: Yvonne, burgundi hercegnő)
- Szereplő (Jeline: Téli utazás)
- Chloé (Vian: Tajtékos napok)
- Anna (Brecht: Baal)
- Szereplő (Máthé: Leselkedők)
- Tündér (Csokonai: Karnyóné)
- Thurneck Kunigunda (Kleist: A heilbronni katica)
- Szereplő (Sándor: Korrup schőn)
- Clara, Antónia, Fekete (Kleist: Kohlhaas)
- Szereplő (Békés: Össztánc)
- Amália (Schiller: Haramiák)
- Portia (Shakespeare: A velencei kalmár)
- Szonya (Dosztojekvszkij: Bűn és bűnhődés)
- Charlotte (Molière-Brecht: Don Juan)
- Natasa (Tolsztoj: Háború és béke)
- Heléna (Shakespeare: Szentivánéji álom)

## Tévéfilmjei
- Cella – letöltendö élet (2023)

## Díjai, elismerései
- Pethes–Agárdi-díj (2022)